# Žabokreky
Žabokreky (em húngaro: Zsámbokrét) é um município da Eslováquia, situado no distrito de Martin, na região de Žilina. Tem 5,23 km² de área e sua população em 2018 foi estimada em 1.252 habitantes.

## Demografia
| Ano:        | 1994 | 2004   | 2014   | 2024 |
| ----------- | ---- | ------ | ------ | ---- |
| Broj ljudi: | 1084 | 1111   | 1208   | 1208 |
| Razlika:    |      | +2,49% | +8,73% | +0%  |

| Ano:               | 2023 | 2024   |
| ------------------ | ---- | ------ |
| Número de pessoas: | 1194 | 1208   |
| Diferença:         |      | +1,17% |